# 亜使徒
亜使徒（あしと、ギリシア語:  Ισαπόστολος〈イスアポストロス〉、英語:  equal-to-the-apostles）は、正教会における聖人の称号であり、「使徒に等しい働きをした者」、「使徒に次ぐ者」という意味。正教会を離れてカトリック教会に帰属した東方典礼カトリック教会でもこの称号が使われる。
亜使徒の称号を与えられた聖人は多くいるが、亜使徒大主教聖ニコライ、亜使徒聖携香女（マグダラのマリアなど）、亜使徒聖大帝コンスタンチン、亜使徒大公聖ウラジーミル等が知られている。

## 正教会における亜使徒の記事一覧
ウィキペディア日本語版に記事があるもの。
- 聖携香女（総称、マリヤ・マグダレナなど）
- グルジアの亜使徒光照者聖ニーナ
- 聖大帝コンスタンチンと聖太后エレナ
- 聖キリルと聖メフォディ
- オフリドの聖クリメント
- 聖オリガと大公聖ウラジーミル
- アラスカの聖インノケンティ
- 日本の大主教聖ニコライ